# 1696
1696 (MDCXCVI) a fost un an bisect al calendarului gregorian, care a început într-o zi de vineri.

## Evenimente

### Nedatate
- Trupele imperiale conduse de regele Poloniei, August II asediază fără succes Timișoara.

## Nașteri
- 17 octombrie: August III, rege al Poloniei și elector de Saxa (d. 1763)

## Decese
- 6 februarie: Țarul Ivan al V-lea al Rusiei (n. Ivan Alekseievici Romanov), 29 ani (n. 1666)